# Raymond de Roover
Raymond Adrien de Roover (Amberes, Bélgica, 1904-Brooklyn, Estados Unidos, 21 de marzo de 1972) fue un célebre historiador económico de la Edad Media, cuya beca explicó por qué el pensamiento económico escolástico se entiende mejor como un precursor y completamente compatible con el pensamiento económico clásico. En su época, muchos economistas como R. H. Tawney enseñaban que Karl Marx fue el último, y la culminación, de los economistas escolásticos. De Roover fue docente en la Universidad de Harvard, la Universidad de Chicago, el Boston College, y el Brooklyn College en la Universidad de la Ciudad de Nueva York, además de otras universidades europeas. También obtuvo la Beca Guggenheim en 1949.
De Roover y su esposa aparecen como personajes secundarios en The Sinking of the Odradek Stadium, una novela del escritor estadounidense Harry Mathews.

## Publicaciones
- (1948). Money, Banking and Credit in Medieval Bruges. Cambridge: Academia Medieval de América. Routledge, 2000.
- (1948). The Medici Bank: its Organization, Management, Operations and Decline. New York University Press.
  - The Rise and Decline of the Medici Bank, 1397-1494. Harvard University Press, 1963; W.W. Norton, 1966; Beard Books (agosto de 1999), ISBN 1-59740-373-3
- (1949). Gresham on Foreign Exchange; an Essay on Early English Mercantilism. Cambridge: Harvard University Press.
- (1953). L'Évolution de la Lettre de Change: XIVe-XVIIIe Siècles. París: Armand Colin.
- (1958). "The Concept of the Just Price: Theory and Economic Policy", en: The Journal of Economic History 18 (4), 418-434.
- (1971). La Pensée Économique des Scolastiques: Doctrines et Méthodes. Montreal: Institut d'Études Médiévales.
- (1974). Business, Banking, and Economic Thought in Late Medieval and Early Modern Europe. Selected Studies of Raymond de Roover. University of Chicago Press.

## Otras lecturas
- Blomquist, T. W. (1975). "De Roover on Business, Banking, and Economic Thought", en: Journal of Economic History 35, 821-830.